# Wet Hot American Summer: First Day of Camp
Wet Hot American Summer: First Day of Camp – amerykański serial telewizyjny (komedia) wyprodukowany przez Netflix. Twórcami serialu są David Wain, Michael Showalter, który jest prequelem filmu Wet Hot American Summer z 2001 roku.
Wszystkie 8 odcinków pierwszej serii zostały udostępnione 31 lipca 2015 na stronie internetowej platformy Netflix

## Fabuła
Serial skupia się na grupie opiekunów na obozie, którzy na ostatnim turnusie muszą zakończyć wszystkie sprawy.

## Obsada
- Janeane Garofalo jako Beth
- David Hyde Pierce jako profesor Henry Newman
- Molly Shannon jako Gail von Kleinenstein
- Paul Rudd jako Andy
- Christopher Meloni jako Gene
- Michael Showalter jako Gerald „Coop” Cooperberg/Alan Shemper
- Marguerite Moreau jako Katie
- Ken Marino jako Victor Pulak
- Michael Ian Black jako McKinley Dozen
- Zak Orth jako J.J.
- A.D. Miles jako Gary
- Amy Poehler jako Susie
- Bradley Cooper jako Ben
- Marisa Ryan jako Abby Bernstein
- Kevin Sussman jako Steve
- Joe Lo Truglio jako Neil
- Elizabeth Banks jako Lindsay
- Judah Friedlander jako Ron Von Kleinenstein
- Chris Pine jako Eric[2]
- Jon Hamm jako Falcon[2]
- Jason Schwartzman jako Greg[2]
- Kristen Wiig jako Cortney[2]
- Michaela Watkins jako Rhonda[3]
- John Slattery jako Claude Dumet[3]
- Josh Charles jako Blake[3]
- Randall Park jako Jeff[3]
- Jayma Mays jako Jessica[3]
- Lake Bell jako Donna
- Paul Scheer jako Dave[3]
- Rob Huebel jako Brodard Gilroy[3]
- Richard Schiff[3]

## Odcinki
| Sezon | Sezon | Odcinki | Oryginalna emisja Netflix | Oryginalna emisja Netflix | Oryginalna emisja | Oryginalna emisja | Oryginalna emisja |
| Sezon | Sezon | Odcinki | Premiera sezonu           | Finał sezonu              | Premiera sezonu   | Finał sezonu      |                   |
| ----- | ----- | ------- | ------------------------- | ------------------------- | ----------------- | ----------------- | ----------------- |
|       | 1     | 8       | 31 lipca 2015             | 31 lipca 2015             | nieemitowany      | nieemitowany      |                   |

### Sezon 1 (2015)
| # | Tytuł          | Reżyseria  | Scenariusz                       | Premiera Netflix | Premiera Netflix Polska |
| - | -------------- | ---------- | -------------------------------- | ---------------- | ----------------------- |
| 1 | Campers Arrive | David Wain | Michael Showalter & David Wain   | 31 lipca 2015    |                         |
| 2 | Lunch          | David Wain | Michael Showalter, David Wain    | 31 lipca 2015    |                         |
| 3 | Activities     | David Wain | Michael Showalter                | 31 lipca 2015    |                         |
| 4 | Auditions      | David Wain | Michael Showalter                | 31 lipca 2015    |                         |
| 5 | Dinner         | David Wain | Michael Showalter, Christina Lee | 31 lipca 2015    |                         |
| 6 | Electro/City   | David Wain | Michael Showalter, David Wain    | 31 lipca 2015    |                         |
| 7 | Staff Party    | David Wain | Michael Showalter                | 31 lipca 2015    |                         |
| 8 | Day Is Done    | David Wain | Michael Showalter & David Wain   | 31 lipca 2015    |                         |

## Produkcja
10 stycznia 2015 roku, platforma Netflix zamówiła limitowaną serię Wet Hot American Summer: First Day of Camp

27 kwietnia 2016 roku, platforma Netflix przedłużyła serial o drugi sezon

## Nominacje do nagród

### Critics’ Choice Television
2016
- Critics’ Choice Television - Najlepszy występ gościnny w serialu komediowym  John Slattery

### Złote Szpule
2016
- Złota Szpula - Najlepszy montaż dźwięku w odcinku serialu muzycznego  - za odcinek "Electro / City"[14]